# Arte albanese

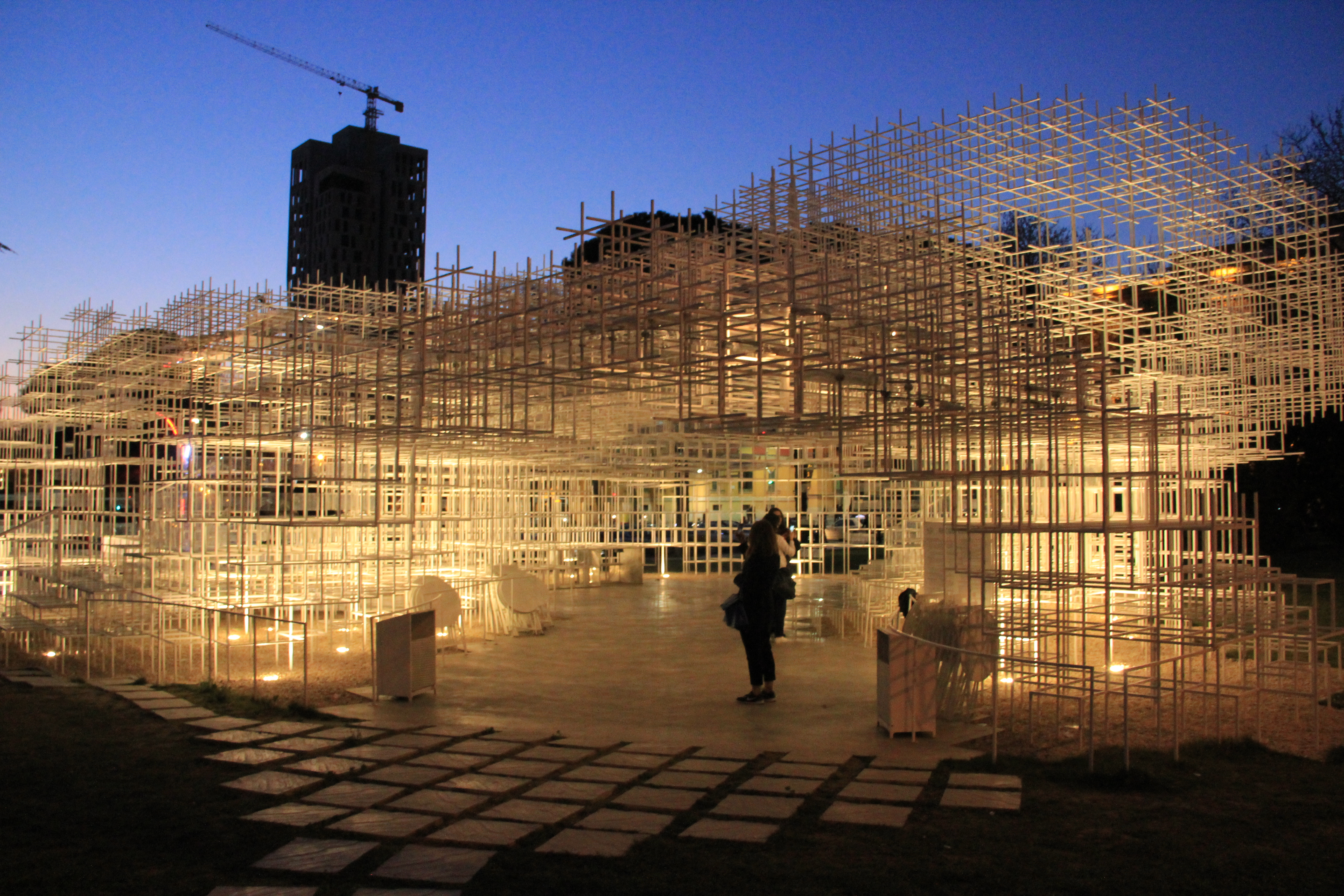
Tirana è uno dei centri principali dell’arte in Albania.

L'arte albanese (in albanese: arti shqiptar [aɾˈti ʃcipˈtaɾ]) si riferisce a tutte le espressioni artistiche e opere d'arte in Albania o prodotte da albanesi. L'arte del paese è costituita da opere create dalla sua gente e influenzate dalla sua cultura e tradizioni. Ha conservato i suoi elementi e tradizioni originali nonostante la sua lunga e movimentata storia, che inizia con l'insediamento degli Illiri e degli antichi Greci in Albania, seguiti dalle conquiste romane, bizantine, veneziane e ottomane.
In tempi diversi, l'arte illirica, greca antica e romana si sviluppò in Albania e sopravvisse in varie forme, inclusa l'architettura, la scultura, la ceramica e i mosaici. Le iscrizioni rupestri a Baia di Grama e i mosaici a Durazzo possono essere fatti risalire al IV secolo a.C., e ci sono ancora antichi resti di straordinaria qualità a disposizione ad Apollonia, Byllis, Scutari, Butrinto e altrove nel paese.
Il fulcro dell'arte medievale albanese ebbe inizio con il successore dell'Impero Romano, cioè l'Impero Bizantino, che dominava la maggior parte dell'Albania e della penisola balcanica. Questa arte comprendeva progressivamente affreschi, murali e icone dipinti con un ammirevole uso del colore e dell'oro. Onufri, David Selenica, Kostandin Shpataraku e i Fratelli Zografi sono i rappresentanti più eminenti dell'arte medievale albanese. L'Epitaffio di Gllavenica, un epitaffio scritto su un sudario, è uno dei migliori manufatti di questo genere nei Balcani.
Durante l'invasione ottomana dell'Albania, molti albanesi emigrarono dall'area per sfuggire a varie difficoltà socio-politiche ed economiche. Tra di loro, i pittori medievali Marco Basaiti e Vittore Carpaccio, lo scultore e architetto Andrea Alessi e il collezionista d'arte Alessandro Albani. Coloro che risiedevano nell'Impero veneziano fondarono la Scuola di Santa Maria degli Albanesi, che fungeva da centro culturale e sociale per gli albanesi.
Il Rinascimento albanese nel campo delle arti si sviluppò per la prima volta dall'epoca medievale in direzioni piuttosto diverse, specialmente verso occidente, ed era inizialmente dominato dalla figura centrale di Kolë Idromeno. I pittori cercavano significato, tradizioni e identità, portando inizialmente al realismo e successivamente all'impressionismo.

## Storia

### Età antica

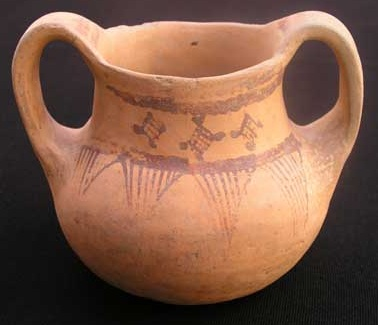
Una ceramica devolliana proveniente da Kamenica.

All’interno dei confini dell'attuale stato albanese, sono esistite diverse culture preistoriche mediterranee che hanno lasciato diversi reperti pittorici situati nella Valle di Kryegjata, Goranxi, la grotta di Maliq, la grotta di Konispol, la grotta di Blaz, la grotta di Gajtan, la grotta di Treni e in numerosi altri siti in tutto l'Albania.
Durante l'età del bronzo, diversi tribù illiriche e greche antiche emersero sul territorio dell'Albania e stabilirono diversi centri artistici contemporaneamente. La terracotta era ampiamente utilizzata da entrambe le culture, soprattutto per rilievi e altri scopi architettonici. Un gran numero di figure in terracotta, tra cui quelle degli Illiri, sono state trovate vicino a Belsh e in altre zone dell'Albania.
L'arte della ceramica fiorì anche durante quel periodo ed è considerata una delle forme d'arte più distintive dell'antichità. Vari simboli, rituali, linguaggi e folklore erano incorporati nell'arte della ceramica. La ceramica devolliana, così chiamata dalla Valle del Devoll, era realizzata dagli Illiri. La ceramica degli Illiri consisteva inizialmente in motivi geometrici come cerchi, quadrati, rombi e altri motivi simili, ma successivamente fu influenzata dalla ceramica dell'antica Grecia.
Fin dai tempi più antichi, i mosaici sono stati utilizzati per rivestire i pavimenti delle principali stanze di edifici, palazzi e tombe, così come nelle sale formali delle case private. L'uso dei mosaici divenne diffuso in Iliria e nelle colonie greche antiche lungo la costa illirica sull'Adriatico e sul Mar Ionio. I primi esempi di pavimenti a mosaico risalgono all'antichità e si trovano ad Apollonia, Butrinto, Tirana, Lin e Durazzo. La Bella di Durazzo, il mosaico più antico scoperto in Albania, è principalmente composto da ciottoli policromi. Ha una grazia meravigliosa nelle sue figure e una grande eccellenza creativa artistica.
Il periodo romano è caratterizzato dalla produzione di sculture presentate come arte simbolica. La scultura romana fu ampiamente influenzata dalle sculture della Grecia e della civiltà etrusca, mentre esempi impressionanti si trovano principalmente nelle città di Apollonia e Butrinto, che fiorirono durante quel periodo.

### Periodo bizantino-medievale

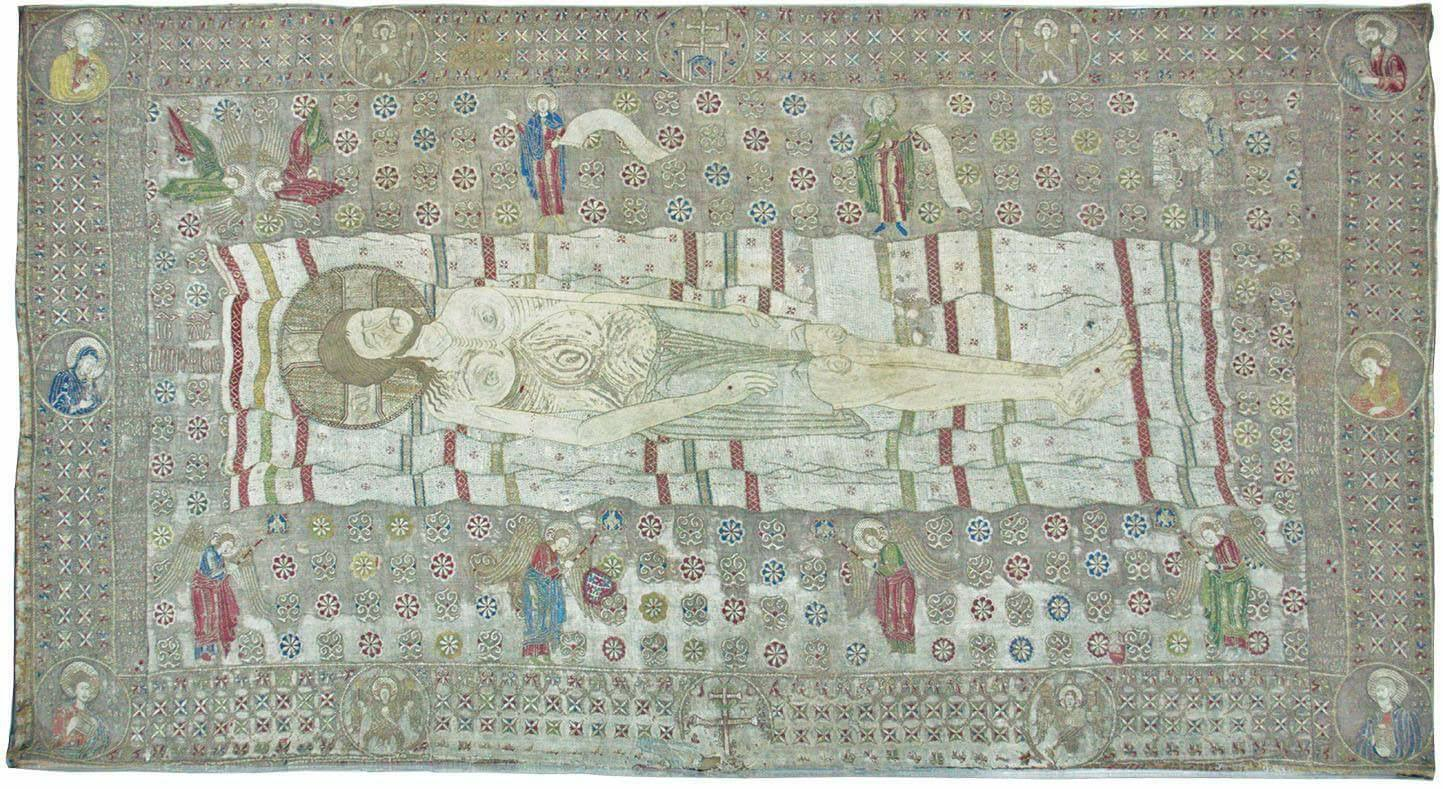
L'Epitaffio di Gllavenica è spesso considerato il punto culminante dell'arte medievale albanese commissionato da Giorgio Arianitii nel 1373.

Quando l'Impero Romano fu diviso nel IV secolo, la maggior parte dell'Illyrcum rimase nell'Impero Romano d'Oriente, comunemente noto come Impero Bizantino. L'arte bizantina, cioè l'arte dell'Impero Romano d'Oriente dal V secolo fino alla caduta di Costantinopoli nel 1453, fu principalmente caratterizzata da espressioni religiose e da un rinnovato interesse per le tecniche dell'Impero Romano mescolate con temi cristiani.
Le icone e gli affreschi emersero come una forma d'arte significativa con la costruzione estensiva di chiese in Albania. Queste opere coprivano le pareti, i pavimenti e le cupole degli edifici sacri, aumentando di dimensioni e importanza. L'uso dell'oro e dei colori vivaci era fondamentale; ogni colore aveva il proprio valore e significato. Inoltre, i colori non venivano mai mescolati insieme, ma venivano sempre usati puri.
Le prime icone dell'Albania risalgono al XIII secolo e si ritiene generalmente che abbiano raggiunto il loro apice artistico nel XVIII secolo. Non sono stati trovati dipinti prodotti dagli albanesi prima del XIII secolo. Tuttavia, alcune strutture più antiche nel paese ospitano diverse collezioni di dipinti risalenti al periodo bizantino.
I manoscritti rappresentavano un'altra caratteristica significativa dell'arte medievale albanese. Il Codex Beratinus e il Codex Beratinus II, due antichi Vangeli di Berat risalenti al VI e IX secolo, sono manoscritti scritti a mano di grande importanza. Rappresentano uno dei tesori più preziosi del patrimonio culturale albanese e sono stati iscritti nel Registro della Memoria del Mondo dell'UNESCO nel 2005.
Nel XV secolo, dopo la caduta di Costantinopoli e l'invasione del Sud-Europa da parte dell'Impero ottomano, l'arte prodotta dai cristiani ortodossi orientali che vivevano nei Balcani veniva spesso chiamata arte post-bizantina. In quel periodo, molti monumenti e manufatti preziosi furono realizzati da pittori albanesi. L'innovazione nell'iconografia fu arricchita da nuovi elementi artistici.

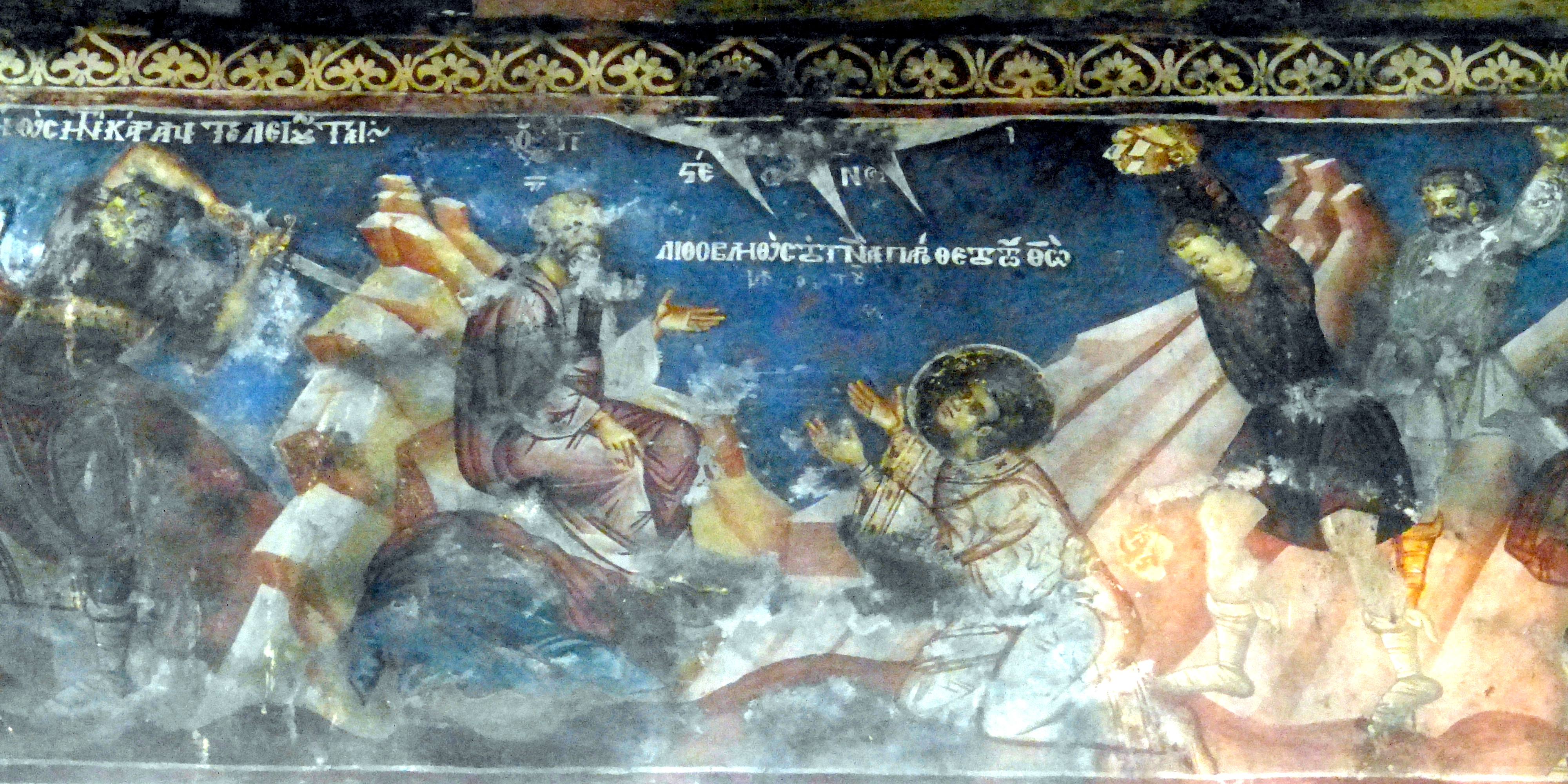
Affresco raffigurante Santo Stefano di David Selenica.

Il pittore albanese più famoso fu Onufri, che lavorò per gran parte della sua vita in Albania e Macedonia. Onufri si distinse per il ricco uso dei colori e delle sfumature decorative, con certi elementi etnografici nazionali più evidenti nei suoi successori David Selenica, Kostandin Shpataraku e i Fratelli Zografi. Questi artisti dipinsero riccamente diverse chiese e monasteri in tutta l'Albania e nei paesi limitrofi, con una presenza particolarmente forte a Berat, Elbasan, Moscopoli e Coriza.
Durante il periodo ottomano in Albania nel XV secolo, si dice tradizionalmente che abbia avuto un impatto negativo sull'arte albanese e che quindi le influenze del Rinascimento siano state estinte. Questa influenza è stata assorbita e reinterpretata con la costruzione estensiva di moschee che ha aperto una nuova sezione nell'arte albanese, quella dell'arte islamica. Questo stile artistico era caratterizzato dall'uso estensivo di motivi, arabeschi e ornamentazioni di intrecci di pattern geometrici di poligoni, cerchi e linee e curve intrecciate. L'influenza culturale dell'Impero ottomano ha interessato molti aspetti della vita culturale albanese. Nonostante le tradizioni locali, la cultura visiva ottomana ha avuto un impatto sulla cultura locale, specialmente introducendo modelli di rappresentazione visiva, nuovi temi nei dipinti murali e nuovi schemi decorativi.

### Rinascimento albanese

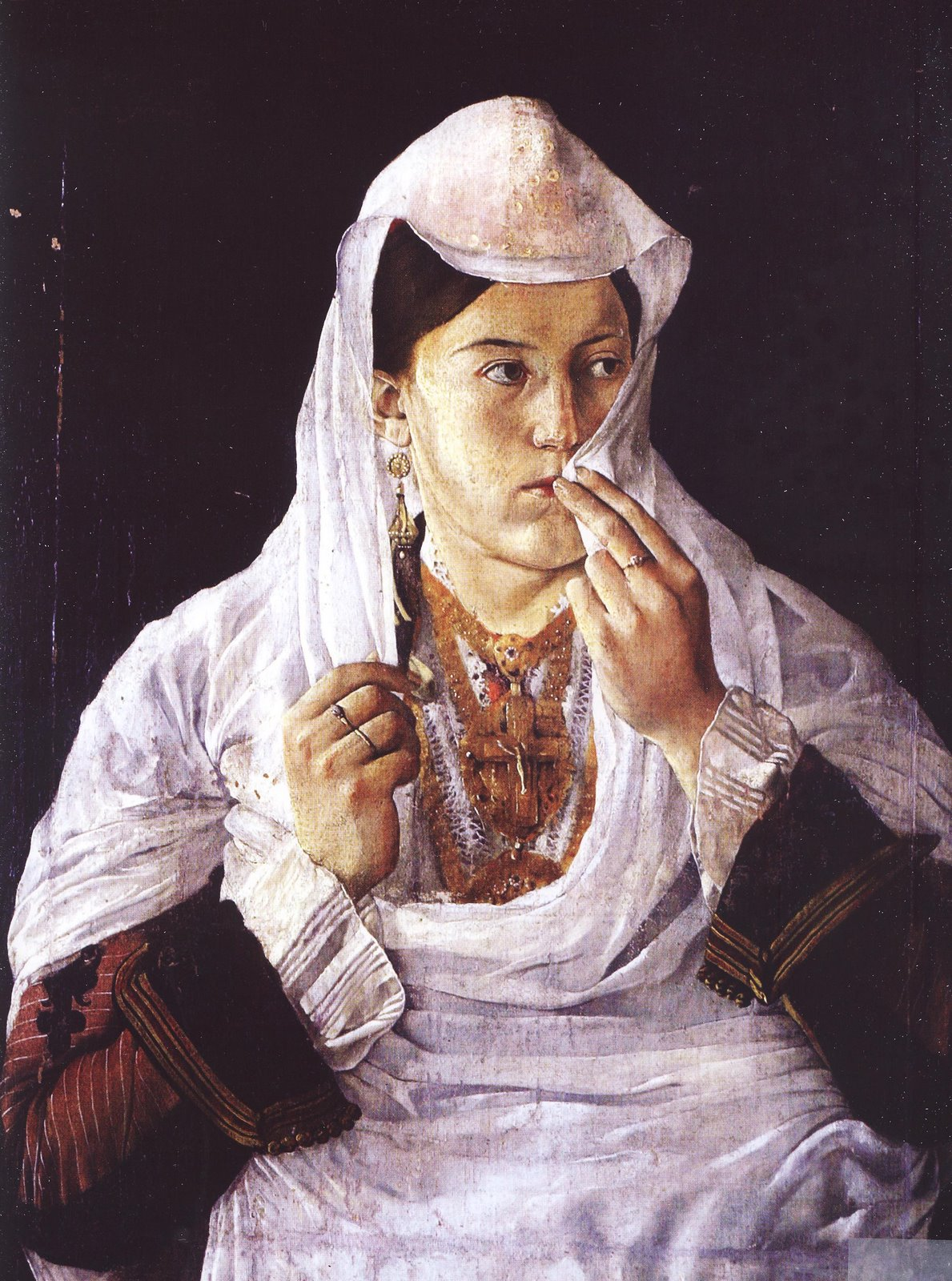
Motra Tone di Kolë Idromeno.

Nel XIX secolo inizia un'era significativa per l'arte albanese. I grandi atti di liberazione, a partire dalla Lega di Prizren nel 1878, che portarono all'Indipendenza nel 1912, crearono il clima per un nuovo movimento artistico che rifletterebbe la vita e la storia in modo più realistico, con il predominio dell'Impressionismo e del Realismo.
Kolë Idromeno è forse il più famoso dei pittori realisti nel paese ed è spesso considerato l'introduttore del Realismo in Albania. Alcuni artisti hanno catturato il passato storico e l'identità degli albanesi in paesaggi di foreste immense, ampi fiumi, laghi incontaminati e ritratti. Altri artisti si sono concentrati sulla critica sociale, mostrando le condizioni delle persone. Ai primi del Novecento, si verificò un radicale cambiamento artistico e si ebbe un rinascimento patriottico. L'anno 1883 è dominato e celebrato per la creazione dei dipinti più cruciali e pregiati, come il Ritratto di Skanderbeg di Jorgji Panariti e Motra Tone di Kolë Idromeno.
L'impressionismo non si manifestò tra gli artisti albanesi fino dopo il 1900. Tuttavia, ispirò numerosi pittori, tra cui Vangjush Mio, considerato il primo pittore impressionista dell'Albania.
Verso la metà del XX secolo, un governo comunista prese il controllo dell'Albania e l'arte prodotta durante l'era comunista riflette il suo tempo. L'arte era censurata dal governo e gli artisti erano spinti a creare opere che promuovessero il socialismo. Il tema dominante dei dipinti albanesi era il proletariato, la spina dorsale del sistema socialista. Molta dell'arte del paese si concentrava su scene domestiche come uomini al lavoro nei campi e donne che nutrivano polli. Inoltre, le scene paesaggistiche erano molto popolari tra i pittori albanesi.

### Periodo contemporaneo

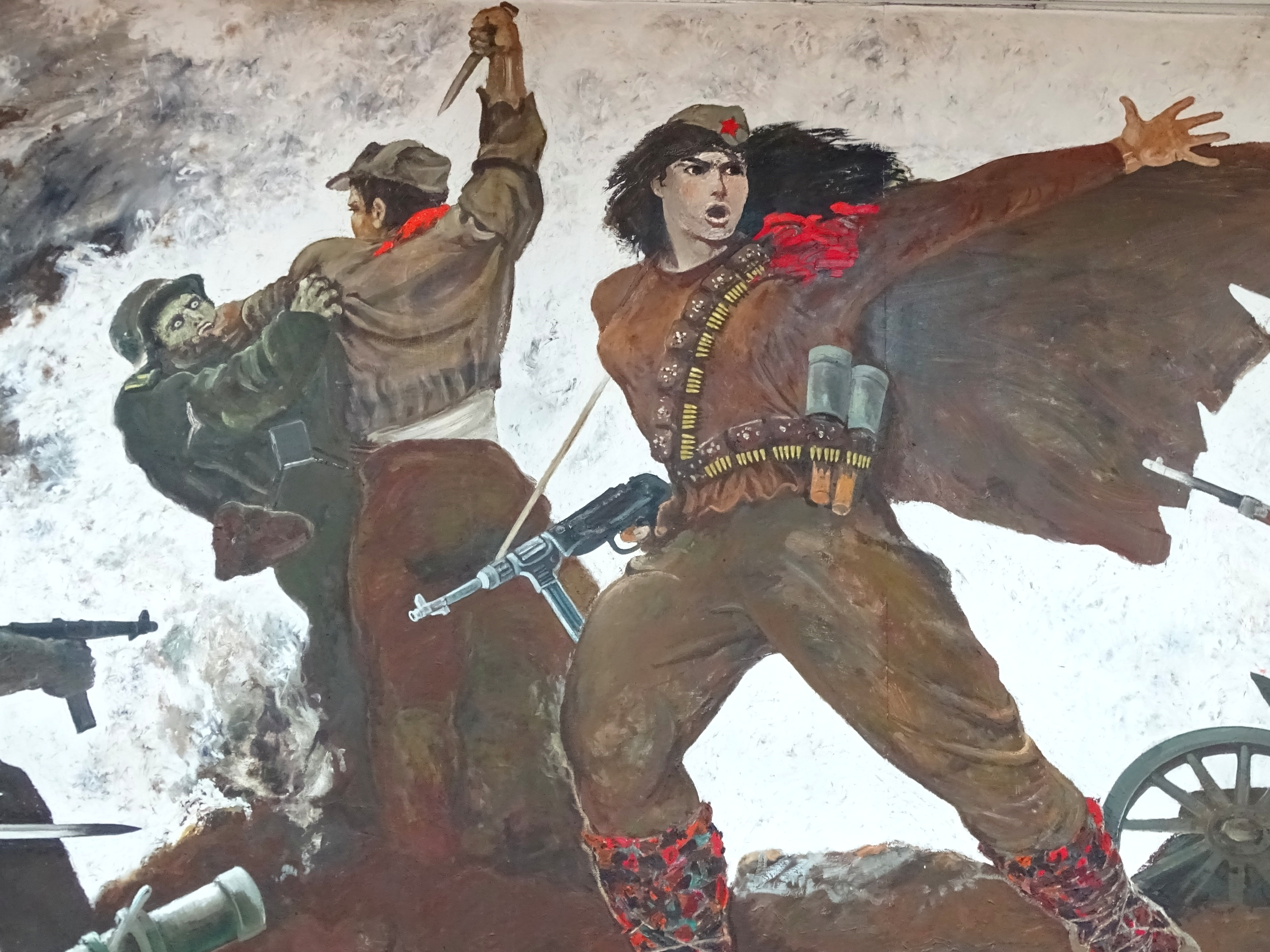
Dettaglio di una partigiana in battaglia, Museo Storico Nazionale, Tirana, Albania

Ibrahim Kodra è un artista albanese riconosciuto come uno dei più grandi pittori del XX secolo, al pari di Pablo Picasso. Fondatore di un'interpretazione innovativa del Cubismo, Kodra ha esposto e collaborato con Pablo Picasso, contribuendo significativamente all'evoluzione dell'arte moderna. Le sue opere, presenti nei maggiori musei nazionali, al Parlamento Italiano (La Grande Pace) e ai Musei Vaticani, sono caratterizzate da una rigorosa estetica geometrica e metafisica, consolidando la sua posizione come figura centrale nella storia dell'arte dell'Europa.
Anche se l'Albania ha abbandonato il comunismo per la democrazia nel 1991, gli studiosi attualmente classificano l'arte albanese sotto la categoria del "realismo socialista", per l'accento posto sulla rappresentazione di persone e situazioni reali. Sebbene gran parte dell'arte albanese sia influenzata dall'impressionismo e dall'espressionismo, essa è più realistica nella sua rappresentazione della vita quotidiana. Opere di questo genere si possono trovare alla Galleria Nazionale d'Arte dell'Albania e al Museo Storico Nazionale, entrambi situati a Tirana. L'arte contemporanea albanese cattura la lotta degli albanesi di tutti i giorni; tuttavia, nuovi artisti stanno utilizzando stili artistici diversi per trasmettere questo messaggio. Gli artisti albanesi continuano a far progredire l'arte, pur mantenendo un contenuto distintamente albanese.
L'arte post-moderna è stata introdotta abbastanza di recente tra gli artisti albanesi, ma ci sono diversi artisti e opere conosciuti a livello internazionale. Tra i più famosi post-modernisti albanesi ci sono Anri Sala, Sislej Xhafa, Adrian Paci, Oltsen Gripshi, Vénera Kastrati e Helidon Gjergji.
Le tendenze post-moderniste tra gli albanesi furono osservate per la prima volta negli anni '80 in Kosovo.
Nel 1968, lo scultore Odhise Paskali (con l'aiuto dei colleghi scultori Andrea Mana e Janaq Paço) realizzò un monumento a Skanderbeg, l'eroe nazionale dell'Albania, in onore del 500º anniversario della sua morte. Questo monumento è situato nel centro della città capitale, Tirana.
La Biennale di Tirana è il principale evento internazionale di arte contemporanea. Fondata nel 2001 da Edi Muka, Gezim Qëndro e Giancarlo Politi, nel corso degli anni ha visto la partecipazione di numerosi curatori internazionali, tra cui Francesco Bonami, Adela Demetja, Massimiliano Gioni, Jens Hoffmann, Hans Ulrich Obrist e Harald Szeemann. Solitamente vengono invitati molti artisti albanesi e stranieri famosi.

## Dediche
Attraverso diversi periodi, vari artisti europei hanno dedicato opere d'arte visiva all'Albania e al popolo albanese, tra cui dipinti, ritratti, incisioni, sculture, rilievi e opere di altri generi artistici.
Nel 1585, il pittore rinascimentale italiano Paolo Veronese dedicò un dipinto che illustrava l'Assedio di Scutari durante il Medioevo agli abitanti di Scutari, il quale è conservato sul soffitto del Palazzo Ducale a Venezia, in Italia.
Nel 1809, il poeta e nobile inglese Lord Byron arrivò in Albania, il che gli fece una grande impressione e influenzò la sua vita. Successivamente, nel 1813, Thomas Phillips completò un ritratto di Lord Byron che lo mostra indossare un abito tradizionale albanese, che Byron descrisse come il più magnifico al mondo.
Tra il 1827 e il 1828, il pittore francese Alexandre-Gabriel Decamps visitò l'Albania e realizzò una grande serie di dipinti che illustrano gli albanesi nei loro costumi tradizionali. Tra i suoi dipinti più impressionanti e rinomati vi sono il "Duello albanese" e "Le Ballerine Albanesi".
Un altro appassionato pittore e poeta britannico fu Edward Lear, che viaggiò in Albania nel 1848 e ne fu notevolmente ispirato dai paesaggi albanesi. Lear creò una grandiosa collezione di dipinti e disegni che rappresentavano la cultura, le tradizioni e i paesaggi degli albanesi esattamente come apparivano.
Opere individuali furono create anche in tempi precedenti da autori distinti come Ary Scheffer (Gratë Suliote), Jean-Baptiste-Camille Corot (L'Albanaise), Eugène Delacroix (varie opere), Jean-Léon Gérôme (varie opere), John Singer Sargent (Raccoglitori di olive albanesi), Amedeo Preziosi (Mercenari albanesi), Erwin Speckter (Ritratto di una donna albanese), Charles Bargue (Testa di giovane) e William Linton (Montagne albanesi).